# كارولين لورانس
كارولين لورانس (بالإنجليزية: Carolyn Lawrence)‏ هي ممثلة أمريكية، ولدت في 13 فبراير 1967 ببالتيمور في الولايات المتحدة.

## أعمال

### أفلام
- (2004) فيلم سبونج بوب سكوير بانتس[5]
- (2015)  الإسفنج خارج المياه

### مسلسلات
- الفتى العبقري

## وصلات خارجية
- كارولين لورانس على موقع IMDb (الإنجليزية)
- كارولين لورانس على موقع ميوزك برينز (الإنجليزية)
- كارولين لورانس على موقع أول موفي (الإنجليزية)
- كارولين لورانس على موقع ديسكوغز (الإنجليزية)
- كارولين لورانس على موقع قاعدة بيانات الفيلم (الإنجليزية)